# إدينيو (لاعب كرة قدم)
إدينيو هو لاعب كرة قدم برازيلي في مركز الدفاع، ولد في 30 أكتوبر 1979 في نهر بارايبا دو سول في البرازيل. لعب مع نادي فاسكو دا غاما.

## وصلات خارجية
- إدينيو (لاعب كرة قدم) على موقع قاعدة بيانات كرة القدم.إي يو (الإنجليزية)
- إدينيو (لاعب كرة قدم) على موقع Soccerway.com (الإنجليزية)